# Habitatge al carrer del Fossar, 3 (Rupit)
L'Habitatge al carrer del Fossar, 3 és una casa de Rupit i Pruit (Osona) inclosa a l'Inventari del Patrimoni Arquitectònic de Catalunya.

## Descripció
Casa entre mitgeres, assentada damunt la roca. S'hi accedeix a través d'uns graons de pedra, el carener és paral·lel a la façana, orientada a migdia. Consta de planta baixa i dos pisos. A la planta baixa s'obren dos portals rectangulars, el de la dreta duu la llinda datada (1658). Al primer pis hi ha un balcó de fusta amb un portal i una finestra, i al segons un balconet a la part dreta i una finestra amb espiera i ampit. El voladís de la teulada és molt ampli.
És construïda en pedra, de carreus ben carejats a la planta i amb lleves sense polir als pisos. Els balcons, els portals i les bigues del ràfec són de fusta.

## Història
La importància de les cases d'aquest carrer rau sobretot en la bellesa arquitectònica i la unitat dels edificis que la integren, tots ells construïts als segles xvii i XVIII i que han estat restaurats recentment amb molta fidelitat.
L'establiment de cavallers al Castell de Rupit als segles xii i xiii donaren un caire aristocràtic a la població, al segle xiv la demografia baixa considerablement. Al fogatge del segle xvi ja s'observa una certa recuperació i a partir del segle xvii comença a ser nucli important de població, ja que durant la guerra dels Segadors, al 1654, s'hi establiren molts francesos.